# De Motte
De Motte – miasto w Stanach Zjednoczonych, w stanie Indiana, w hrabstwie Jasper.